# Liste der Bodendenkmäler in Michelau im Steigerwald
Auf dieser Seite sind die Bodendenkmäler in der unterfränkischen Gemeinde Michelau im Steigerwald zusammengestellt. Diese Tabelle ist eine Teilliste der Liste der Bodendenkmäler in Bayern. Grundlage ist die Bayerische Denkmalliste, die auf Basis des Bayerischen Denkmalschutzgesetzes vom 1. Oktober 1973 erstmals erstellt wurde und seither durch das Bayerische Landesamt für Denkmalpflege geführt wird. Die folgenden Angaben ersetzen nicht die rechtsverbindliche Auskunft der Denkmalschutzbehörde.

## Bodendenkmäler der Gemeinde

### Bodendenkmäler in der Gemarkung Altmannsdorf
| Lage                    | Objekt                                                                                             | Akten-Nr.     | Bild |
| ----------------------- | -------------------------------------------------------------------------------------------------- | ------------- | ---- |
| Altmannsdorf (Standort) | Zur Burg Zabelstein gehörende Ökonomiesiedlung Zabelstein des Mittelalters und der frühen Neuzeit. | D-6-6028-0054 |      |

### Bodendenkmäler in der Gemarkung Hundelshausen
| Lage                     | Objekt                            | Akten-Nr.     | Bild |
| ------------------------ | --------------------------------- | ------------- | ---- |
| Hundelshausen (Standort) | Siedlung der jüngeren Latènezeit. | D-6-6028-0042 |      |

### Bodendenkmäler in der Gemarkung Michelau i.Steigerwald
| Lage                                                          | Objekt | Akten-Nr.     | Bild |
| ------------------------------------------------------------- | --- | ------------- | ---- |
| Michelau i.Steigerwald (Standort)                             | Mittelalterliche Wüstung Seehof. | D-6-6028-0041 |      |
| Michelau i.Steigerwald (Standort)                             | Neuzeitlicher Vogelherd. | D-6-6028-0093 |      |
| Michelau i.Steigerwald Balthasar-Neumann-Straße 10 (Standort) | Untertägige Teile der frühneuzeitlichen Katholischen Pfarrkirche St. Michael und St. Georg in Michelau i. Steigerwald, Fundamente von Vorgängerbauten sowie Körpergräber des Mittelalters und der Neuzeit. | D-6-6028-0127 |      |